# مارغريت بريولا
مارغريت ماري صوفي بوليارت Marguerite Priola أو بوليارت، والمعروفة عمومًا باسمها المسرحي بريولا (1849–1876)، كانت مغنية وسوبرانو أوبرالية فرنسية. ظهرت لأول مرة في 6 أبريل 1869 في باريس بصفتها رسولة السلام في أول إنتاج فرنسي لرواية رينزي لفاغنر على مسرح ليريك. تمتعت بمهنة ناجحة في Opéra-Comique حتى عام 1874، حيث كانت تؤدي بشكل أساسي أدوار كولوراتورا سوبرانو. هناك خلقت عدة أدوار، بما في ذلك الأميرة إلسبيث في فيلم فانتاسيو لأوفنباخ، وماريتانا في فيلم دون سيزار دي بازان للمخرج ماسينيت، وجافوت في فيلم Le Roi l'a dit للمخرج ديليبس. في عام 1876، انضمت إلى أوبرا مرسيليا، حيث ظهرت في دور فيلين في مينون بواسطة أمبرواز توماس. لم تتمكن من استخدام صوتها إلى أقصى إمكاناته بسبب المرض، وقد تم إطلاق صيحات الاستهجان عليها طوال العرض. تطور المرض إلى تفشي خطير لحمى التيفوئيد وتوفيت بعد ثلاثة أسابيع عن عمر يناهز 27 عامًا 

## حياتها
ولدت مارغريت ماري صوفي بوليارت في باريس في 2 أكتوبر 1849، وهي ابنة جول سيزار بوليارت، مدير مسرح Folies-Dramatiques. التحقت في معهد باريس للموسيقى، حيث درست الموسيقى على يد دي كورسيل، والصوت على يد بارت-بانديرالي والدراما على يد ناثان. بينما كانت لا تزال في الكونسرفتوار، ظهرت لأول مرة في مسرح ليريك في 6 أبريل 1869 كرسولة للسلام في أول إنتاج فرنسي لرواية رينزي لفاغنر،  وحققت نجاحًا كبيرًا. تبع ذلك في 10 مايو إنشاء دور الدوقة في العرض الأول لفيلم الدون كيشوت للمخرج والملحن إرنست بولانجر. كان صوتها وسحرها مثيرين للإعجاب لدرجة أن أدولف دي لوفين أشركها على الفور في الأداء في Opéra Comique.
بمجرد وصولها إلى هناك، أنشأت دور هنرييت في فيلم استمتع بالحب لدانيال أوبر في  ديسمبر 1869  بقيت في Opéra Comique حتى عام 1874، وظهرت في فيلم أومبير للمخرج فريدريش فون فلوتو في 7 يوليو 1970  في أوائل سبعينيات القرن التاسع عشر، ظهرت بدور ماري في الأداء رقم 500 لمسرحية دونيزيتي ابنة الفوج . في 18 يناير 1872، أنشأت دور الأميرة إلسبيث في فيلم فانتاسيو لأوفنباخ، وفي 30 نوفمبر 1872، أنشأت دور ماريتانا في فيلم دون سيزار دي بازان لماسينيت، وفي فيلم قال الملك ذلك  للمخرج ديليبس في 24 أغسطس 1873، أنشأت الدور جافوت. أثناء وجودها في أوبرا كوميدية, قامت أيضًا بأداء العروض الأولى لفيلم المارة او العابر لإميل بالاديلهي (24 أبريل 1872)،  وفيلم فلورنتين لتشارلز لينيبفيو (25 فبراير 1874).

## الأيام الأخيرة في مرسيليا
بعد قضاء موسم 1874/75 مع مسرح موناي في بروكسل، انضمت إلى أوبرا مرسيليا لموسم 1876/77. وعندما وصلت هناك كانت تعاني من مرض أثر على صوتها مما منعها من الأداء لعدة أيام. قبل أن تتعافى تمامًا، ومن أجل السماح للبرنامج بالمضي قدماً، وافقت على الظهور بدور فيلين في فيلم اللطيف للمخرج أمبرواز توماس في 6 أكتوبر 1876. نظرًا لعدم قدرتها على استخدام صوتها إلى أقصى إمكاناته، فقد تم إطلاق صيحات الاستهجان عليها باستمرار طوال العرض الذي استمر ثلاث ساعات، مما جعلها تبكي بينما كانت لا تزال على المسرح. وفي اليوم التالي أعلنت أنها لن تتمكن من الظهور مرة أخرى أمام مثل هذا الجمهور المعادي وألغت خطوبتها. ومع ذلك، كانت منزعجة للغاية لدرجة أن مرضها سرعان ما تطور إلى تفشي خطير لحمى التيفوئيد، مما أدى إلى وفاتها في مرسيليا مساء يوم 27 أكتوبر 1876  كان عمرها 27  فقط. أعيدت إلى باريس،  حيث حضر جنازتها في كنيسة الثالوث في باريس [الإنجليزية] العديد من مشاهير المسرح بما في ذلك أمبرواز توماس.